# Zouar
Zouar è un comune del Ciad situato nel dipartimento di Zouar, provincia di Tibesti.
È capoluogo del dipartimento.